# Flavius Theodorus Georgius Procopius
Flavius Theodorus Georgius Procopius war Statthalter der oströmischen Provinz Palaestina secunda zu Beginn des 6. Jahrhunderts. Er ist in einer Inschrift aus der Stadt Diocaesarea in Palaestina bezeugt. Darin werden von Bischof Marcellinus veranlasste Bau- und Renovierungsarbeiten aufgeführt. Die Inschrift ist aus paläographischen Gründen in das frühe 6. Jahrhundert zu datieren und nennt die 11. Indiktion, vermutlich das Jahr 517/518.